# 亚历山大·格里修克
亚历山大·伊戈列维奇·格里修克（俄語：Алекса́ндр И́горевич Грищу́к，羅馬化：Aleksandr Igorevich Grishchuk，1983年10月31日—），俄罗斯国际象棋棋手、特级大师。
格里修克是2009年俄罗斯国际象棋全国冠军。他曾多次代表俄罗斯队参加国际象棋奥林匹克，获得了两枚团体金牌、一枚个人铜牌。2013年，他作为俄罗斯队的一员获得了世界国际象棋团体锦标赛冠军。此外，他还是2006年、2012年、2015年世界国际象棋超快棋锦标赛冠军。
格里修克的妻子是俄罗斯特级大师叶卡捷琳娜·拉格诺。